# Pierre Braine
Pierre Braine, né le 26 octobre 1900 à Berchem en Belgique et mort le 6 novembre 1951, est un footballeur international belge.

## Biographie
Il a été milieu de terrain au Beerschot VAC de 1919 à 1933.
International à partir de 1922, il participe avec la Belgique aux jeux olympiques de 1928 aux Pays-Bas. 
De nombreuses sources (dont la FIFA) commettent l'erreur d'indiquer Raymond Braine comme réserviste lors de la Coupe du monde en 1930. Or ce fut bien Pierre qui fut aligné et non son frère cadet Raymond. Celui-ci, grande vedette du football belge de l'époque, n'était pas sélectionné car sous le coup d'une suspension de la Fédération belge pour « faits de professionnalisme ». En réalité, Raymond Braine avait ouvert un café !

## Palmarès
- International A de 1922 à 1930 (46 sélections et 4 buts marqués)
- Participation aux Jeux olympiques de 1928 (3 matches joués)
- Participation à la Coupe du monde en 1930.
- Champion de Belgique en 1922, 1924, 1925, 1926 et 1928 avec le Beerschot VAC.